# Си Тяньфен
Си Тяньфен  (кит.: 司 天峰, 17 червня 1984) — китайський легкоатлет, олімпійський медаліст.

## Виступи на Олімпіадах
| Олімпіада   | Дисципліна      | Місце |
| ----------- | --------------- | ----- |
| Пекін 2008  | ходьба на 50 км | 17    |
| Лондон 2012 | ходьба на 50 км | 3     |